# قايدو كنودسون
قايدو كنودسون (بالإنجليزية: Guido Knudson)‏ هو لاعب كرة قاعدة أمريكي، ولد في 5 أغسطس 1989 في بونيتا في الولايات المتحدة.

## وصلات خارجية
- قايدو كنودسون على موقع دوري كرة القاعدة الرئيسي (الإنجليزية)
- قايدو كنودسون على موقعبيزبول رفرنس.كوم (الدوري الرئيسي) (الإنجليزية)
- قايدو كنودسون على موقعبيزبول رفرنس.كوم (الدوري الثانوي) (الإنجليزية)
- قايدو كنودسون على موقع إي إس بي إن.كوم (أم.أل.بي) (الإنجليزية)
- قايدو كنودسون على موقع مشجعي الرسوم البيانية (الإنجليزية)